# Xanthorhoe mephistaria
Xanthorhoe mephistaria là một loài bướm đêm trong họ Geometridae.